# Robert Preston (acteur)
Pour les articles homonymes, voir Robert Preston.
Robert Preston est un acteur américain, né le 8 juin 1918 à Newton Highlands (en) (Massachusetts) et mort le 21 mars 1987 à Montecito (Californie).

## Biographie
Preston est né Robert Preston Meservey à Newton, Massachusetts, fils de Ruth L. (née Rea) et de Frank Wesley Meservey, ouvrier du vêtement et commis à la facturation pour American Express,.

## Vie personnelle et mort
De 1940 à sa mort, Robert Preston est marié avec l'actrice Catherine Craig (1915-2004).
Le 21 mars 1987, à l'âge de 68 ans, Preston décède d' un cancer du poumon.

## Filmographie
En France, Robert Preston est principalement connu pour son rôle dans Victor Victoria en 1982 aux côtés de Julie Andrews.

### Cinéma
- 1938 : L'Évadé d'Alcatraz (King of Alcatraz) de Robert Florey : Robert MacArthur
- 1938 : Traffic illégal (en) (Illegal Traffic) de Louis King : Charles Bent Martin
- 1939 : Disbarred (en) de Robert Florey : Bradley Kent
- 1939 : Pacific Express (Union Pacific) de Cecil B. DeMille : Dick Allen
- 1939 : Beau Geste de William A. Wellman : Digby Geste
- 1940 : Typhon (Typhoon) de Louis King: Johnny Potter
- 1940 : Les Tuniques écarlates (North West Mounted Police) de Cecil B. DeMille : Ronnie Logan
- 1940 : Nuits birmanes (Moon Over Burma) de Louis King : Chuck Lane
- 1941 : Une femme à poigne (The Lady from Cheyenne) de Frank Lloyd : Steve Lewis
- 1941 : Bataillon de parachutistes (en) (Parachute Battalion) de Leslie Goodwins : Donald « Don » Morse
- 1941 : New York Town de Charles Vidor : Paul Bryson, Jr.
- 1941 : The Night of January 16th de William Clemens : Steve Van Ruyle
- 1941 : Alerte à San Francisco (en) (Pacific Blackout) de Ralph Murphy : Robert Draper
- 1942 : Les Naufrageurs des mers du Sud (Reap the Wild Wind) de Cecil B. DeMille : Dan Cutler
- 1942 : Tueur à gages (This Gun for Hire) de Frank Tuttle : le lieutenant Michael Crane
- 1942 : La Sentinelle du Pacifique (Wake Island) de John Farrow : Pvt. Joe Doyle
- 1942 : Au pays du rythme (Star Spangled Rhythm) de George Marshall et A. Edward Sutherland : Robert Preston (non crédité)
- 1943 : Sous le signe du dragon jaune (en) (Night Plane from Chungking) de Ralph Murphy : le capitaine Nick Stanton
- 1947 : L'Affaire Macomber (The Macomber Affair) de Zoltan Korda : Francis Macomber
- 1947 : Hollywood en folie (Variety Girl) de George Marshall : Robert Preston
- 1947 : Les Corsaires de la terre (Wild Harvest) de Tay Garnett : Jim Davis
- 1948 : Big City de Norman Taurog : le révérend Philip Y. Andrews
- 1948 : Ciel rouge (Blood on the Moon) de Robert Wise : Tate Riling
- 1948 : Smith le taciturne (Whispering Smith) de Leslie Fenton : Murray Sinclair
- 1949 : Tulsa de Stuart Heisler : Brad Brady
- 1949 : Une femme joue son bonheur (The Lady Gambles) de Michael Gordon: David Boothe
- 1950 : Les Cavaliers du crépuscule (The Sundowners) de George Templeton : James Cloud (« Kid Wichita »)
- 1951 : Quand je serai grand (When I Grow Up) de Michael Kanin : le père Reed
- 1951 : Cloudburst (en) de Francis Searle : John Graham
- 1951 : Plus fort que la loi (Best of the Badmen) de William D. Russell : Matthew Fowler
- 1951 : Le Mexicain (My Outlaw Brother) de Elliott Nugent : Joe Walter
- 1952 : Le Compagnon secret (Face to Face) de John Brahm et Bretaigne Windust : le shérif Jack Potter
- 1955 : La Charge des tuniques bleues (The Last Frontier) de Anthony Mann : le colonel Frank Marston
- 1960 : Ombre sur notre amour (The Dark at the Top of the Stairs) de Delbert Mann : Rubin Flood
- 1962 : Le Marchand de fanfares (The Music Man) de Morton DaCosta : Harold Hill
- 1962 : La Conquête de l'Ouest (How the West Was Won) de Henry Hathaway, John Ford et George Marshall : Roger Morgan
- 1963 : Du rififi chez les Grecs (en) (Island of Love) de Morton DaCosta : Steve Blair
- 1963 : All the Way Home de Alex Segal : Jay Follett
- 1972 : Junior Bonner, le dernier bagarreur (Junior Bonner) de Sam Peckinpah : Ace Bonner
- 1972 : Les Yeux de Satan (Child's Play) de Sidney Lumet : Joseph Dobbs
- 1974 : Mame de Gene Saks : Beauregard Jackson Pickett Burnside
- 1977 : Les Faux-durs (Semi-Tough) de Michael Ritchie : Big Ed Bookman
- 1981 : S.O.B. de Blake Edwards : Dr Irving Finegarten
- 1982 : Victor Victoria de Blake Edwards : Carroll « Toddy » Todd
- 1984 : Starfighter (The Last Starfighter) de Nick Castle : Centauri

### Télévision

#### Téléfilms
- 1959 : The Bells of St. Mary's (en) de Tom Donovan : Father O'Malley
- 1975 : Happy Endings : Harry
- 1975 : My Father's House de Alex Segal : Tom Lindholm Sr.
- 1980 : The Man That Corrupted Hadleyburg de Ralph Rosenblum : Stranger
- 1982 : Répétition pour un meurtre (en) (Rehearsal for Murder) de David Greene : Alex Dennison
- 1983 : Le Fusil de Septembre (September Gun) de Don Taylor : Ben Sunday
- 1985 : Finnegan remet ça (en) (Finnegan Begin Again) de Joan Micklin Silver : Mike Finnegan
- 1986 : Au-dessus de la loi (Outrage!) de Walter Grauman : Dennis Riordan

#### Séries télévisées
- 1950 : Studio One
  - Saison 2, épisode 25 : Les Survivants (The Survivors) de Franklin Schaffner
- 1951 : Man Against Crime (en), un épisode : Pat Barnett
- 1951 : Schlitz Playhouse of Stars
  - Saison 1, épisode 10 : The Nymph and the Lamp
- 1951-1955 : Lux Video Theatre (en)
  - Saison 1, épisode 27 : The Old Lady Shows Her Medals (1951) de Fielder Cook : Dowey
  - Saison 2, épisode 8 : Cafe Ami (1951) de Fielder Cook : Jed Kennedy
  - Saison 2, épisode 24 : Kelly (1952) de Richard Goode : Kelly
  - Saison 3, épisode 5 : Happily, But Not Forever  (1952) de Richard Goode : Isaac Eaton
  - Saison 3, épisode 37 : The Betrayer (1953) de Fielder Cook : Tom
  - Saison 5, épisode 30 : It Grows on Trees  (1955) d'Earl Eby : Phil Baxter
- 1952 : Pulitzer Prize Playhouse (en)
  - Saison 2, épisode 9 : The Jungle
- 1952 : Curtain Call (en)
  - Saison 1, épisode 1 : The Promise
- 1953 : ABC Album
  - Saison 1, épisode 10 : Baby and Me
- 1953 : Medallion Theatre (en)
  - Saison 1, épisode 7 : The Quiet Village de Robert Stevens
- 1953 : Danger (en)
  - Saison 3, épisode 47 : The Boys on the Corner
- 1953-1955 : The United States Steel Hour (en)
  - Saison 1, épisode 2 : Hope for a Harvest (1953) d'Alex Segal
  - Saison 1, épisode 15 : The End of Paul Dane (1954) : Dr Abbott
  - Saison 2, épisode 10 : The Bogey Man (1955) d'Alex Segal : Jack Roberts
- 1953-1955 : Robert Montgomery Presents (en)
  - Saison 4, épisode 21 : Maggie, Pack Your Bags (1953) : Jeff Frazer
  - Saison 7, épisode 1 : Woman in the Window (1955) : le professeur Richard Wanley
- 1954 : The Campbell Playhouse (en)
- 1955 : The Elgin Hour (en) : Ben Wagner
- 1955 : General Electric Theater : Jim Tweedy
- 1955, 1956 et 1957 : The Alcoa Hour (en) : Doug Hallock / Tom Waycroff / Tom Collier
- 1955, 1956 et 1957 : Climax! : William Struthers / Cleve Gordon / le lieutenant Hogue
- 1956 : The 20th Century Fox Hour (en) : le capitaine Bob Wainer
- 1956 : Goodyear Television Playhouse (en) : Thomas Howard / Jesse James
- 1956 : Playhouse 90 : Zachary Meredith
- 1957 : Kraft Television Theatre (en)
- 1960 : DuPont Show of the Month (en) : Clinton Jones
- 1979-1980 : The Chisholms (en) : Hadley Chisholm

## Distinctions

### Nominations
- 1983 : nomination à l'Oscar du meilleur acteur dans un second rôle pour Victor Victoria.